# Ernst Tessloff
Ernst Tessloff (* 7. Mai 1888 in Hamburg; † 19. Mai 1973) war ein deutscher Verleger und Politiker (SPD).

## Werdegang
Tessloff wurde 1888 in Hamburg-Allermöhe geboren, wo seine Eltern eine Bäckerei betrieben. Er trat 1913 in die Hamburger SPD ein und war als Journalist beim sozialdemokratischen Harburger Volksblatt tätig, zudem wurde er Parteisekretär. Nach der Machtübernahme der Nationalsozialisten und dem Verbot der SPD im Jahr 1933, verlor Ernst Tessloff diesen Arbeitsplatz. Zusammen mit seinem Bruder übernahm er daraufhin die Bäckerei seiner Eltern in Allermöhe. Von dort aus organisierte er den sozialdemokratischen Widerstand gegen den Nationalsozialismus in Harburg. Zwischen 1936 und 1940 war er daher wegen „Vorbereitung zum Hochverrat“ insgesamt dreieinhalb Jahre lang erst im Gefängnis und dann im KZ Fuhlsbüttel inhaftiert.
Nach dem Ende des Zweiten Weltkriegs machte sich Tessloff als Verleger selbständig und gründete 1947 den Ernst-Tessloff-Verlag. Das Hauptaugenmerk des Verlages legte er dabei auf skandinavische Literatur. 1952 wurde der Verlag zahlungsunfähig.
Nach der Wiedergründung der SPD und der ersten Bürgerschaftswahl gehörte Ernst Tessloff ab 1946 der Hamburgischen Bürgerschaft an und wurde 1949 wiedergewählt, ehe er 1953 als Abgeordneter ausschied.
Sein Sohn Ragnar Tessloff wurde ebenfalls Verleger und gründete später den Tessloff Verlag.